# Rebecca Bournigault
 (novembre 2016).
Si vous disposez d'ouvrages ou d'articles de référence ou si vous connaissez des sites web de qualité traitant du thème abordé ici, merci de compléter l'article en donnant les références utiles à sa vérifiabilité et en les liant à la section « Notes et références ».
Rebecca Bournigault est une artiste contemporaine française, née en 1970 à Colmar. Elle utilise la vidéo, la peinture et la musique.

## Biographie
Rebecca Bournigault est née en 1970 à Colmar. Elle est diplômée de l'École Supérieure des Beaux-Arts de Bourges, (Diplôme national d'arts plastiques et Diplôme national supérieur d'expression plastique). Elle fait connaître ses travaux dès 1994, et participe à deux expositions au musée d’Art moderne de la Ville de Paris, dont L’Hiver de l’amour : une manifestation qui dresse le bilan de l’art au temps du sida.
Cofondatrice de Ouiouinonnon, coopérative artistique, avec Julien-Comte Gaz, Benjamin Blenck et Alexandre Kourilsky.
Chanteuse et auteure du groupe Ouirebecca en duo avec Christine Guin, compositrice et productrice. 

## Thématiques
Ses portraits vidéos questionnent le genre : « Dans ce laboratoire de l’intime, une expérience se noue entre les sujets filmés et les desiderata de l’artiste, auxquelles ils ne sont pas préparés, telles que dire « Je t’aime » (Je t’aime, 1999) ou répondre à la question « Quelle est ta raison de vivre ? » (Vive, 2002-2005). »
En 2005, dans une salle du palais de Tokyo (Paris), La Chambre interdite « met en exergue la violence inhérente aux mythes. Le visiteur est cerné par 4 portraits de conteurs, qui narrent simultanément un conte sur le thème de « la chambre interdite ». Barbe Bleue est le conte français. »

## Expositions

### Expositions personnelles
- 2023 : Sauvage accrochage, 24Beaubourg, Paris.

- 2022 : Rebecca Bournigault, galerie Stephane Biesenbach, Cologne, DE.

- 2021 : Rebecca Bournigault Best Of, galerie NeC, Paris

- 2020 : Shadows, Espace Diamant, Ajaccio

- 2019 : Totems, collectif l’ensemble, surfrider, Biarritz

- 2018 : Constelación, mois de la France, Casa Victor Hugo, La Havane, Cuba.

- Quel amour, LaCriée, Marseille

- Constellation, galerie Eva Hober, Paris

- Substance, 18th Street Arts Center, Santa Monica, Los Angeles USA.

- 2017 : Rebecca Bournigault, La criée, Théâtre, Marseille

- Rétrospective Vidéos, MEP, maison européenne de la photo, Paris

- 2015 : Rebecca Bournigault? 18 th street Art center, Los Angeles, USA.

- Somewhere without time Yvette Gellis & Rebecca Bournigault, CAMAC centre d’Art

- One week one wall one artist, Dominique Fiat, Paris

- Rebecca Bournigault, Institut français de Düsseldorf, DE.

- 2014 : Dreams Never End, Galerie Biesenbach, Cologne, DE.

- Emeutiers, Centre culturel français de Cologne, DE.

- Détails, Humeur de chien, Paris

- 2013 : Within a sound, Galerie Dominique Fiat, Paris

- Silent Cry, Galerie d’Exposition du Théâtre de Privas, Privas

- Our Sense, avec Chloé Thevenin, 12MAIL Red Bull Space, Paris

- 2012 : Water, commissaire Daria De Beauvais, Espace Saint Séverin, Paris

- Printemps arabe, Galerie Patricia Dorfmann, Paris

- 2011 : Du désert et des Oasis, CAN, Neuchâtel, curator Massimiliano Baldassari, CH.

- 2010 : In search of lost time, Centre Pompidou, Nuit Blanche, Paris

- Nuit Blanche, curator Martin Bethenod, Paris

- Nuit Blanche, curator Martin Bethenod, Metz

- 2009 : Galerie Desimpel, Bruxelles, BE.

- 2008 : Galerie Von Bartha, Bâle, CH.

- In search of lost time, Galerie Frédéric Giroux, Paris

- Émeutiers, musée de Thun, CH.

- 2007 : Six cent quarante-quatre millimètres, Galerie Frédéric Giroux, Paris

- 2006 : Galerie Frédéric Desimpel, Bruxelles, BE.

- Peintures, Atelier Neess, Paris

- 2005 : La chambre interdite, Palais de Tokyo, Paris

- Vive, Centre culturel français, Milan, IT.

- 2004 : World, espace Frédéric Sanchez, Paris

- 2003 : Vive, galerie Almine Rech, Paris

- 2002 : Girls, performance, Palais de Tokyo, Paris

- 2001 : Préliminaires, Le studio, Yvon Lambert, Paris

- Slow, Galerie Almine Rech, Paris

- 2000 : La fin de l’amour, mise en scène de Hubert Colas,

- « PORTRAITS I love you » Théâtre de Mâcon

- Rebecca Bournigault, Espai Lucas, Valence, ES.

- 1999 : Préliminaires, Galerie Almine Rech, Paris

- Rebecca Bournigault, Galerie Marta Cervera, Madrid, ES.

- Artfair, ARCO, solo show, Galerie Almine Rech, Madrid, ES.

- Regard sur soi, les Beaux-Arts de Pau

- 1998 : Rebecca Bournigault, Galerie deux, Tokyo, JPN.

- 1997 : Galerie Almine Rech, Paris

- Kunstmuseum UWM, Milwaukee, commissaire Peter Doroshenko, USA.

- 1996 : Galerie Paolo Vitolo, Milan, IT.

- 1994     Centre d’Art Contemporain, Parc Saint-Léger, Pougues-les-Eaux

### Expositions de groupe
- 2022 : L’amie modèle, Mucem, Marseille

- ouiouinonnon, Rosa Bonheur, Asnières

- 2021 : Group show, Galerie NeC, Paris

- L’enfer, galerie Sabine Bayasli, commissariat Olivier Masmonteil, Paris

- Le regard u temps, culture Fourndry, Paris

- 2020 : ouiouinonnon #4, Montevideo, Marseille ouiouinonnon, 24Beaubourg, Paris

- ouiouinonnon, 24Beaubourg, Paris ouiouinonnon, 24Beaubourg, Paris

- 2019 : Caressez moi fort, galerie Eva Hober, Paris

- Home sweet home, galerie Eva Hober, Paris

- Portraits, Maison européenne de la photographie, Paris Adults only, galerie Stéphane Biesenbach, Cologne, DE.

- 2018 : Instantanné, Galerie de la Voute, Paris Quel Amour, La Criée, Marseille

- Angle mort, Ici galerie, Paris

- Friends & Family, galerie Eva Hober, Paris

- 2017 : La terre la plus contraire, Fondation Fernet-Branca, Saint-Louis

- ON/OFF Festival vidéo à la Havane, Casa Victor Hugo, La Havane, CU.

- Y he aquí la luz, CNAP, Museo de Arte del Banco de la República, Bogotá, CO. Changes FiveX, galerie Stéphane Biesenbach, Cologne, DE.

- PORTRAIT real time, night of philosophy, Helsinki, FI.

- 2016 : Close to me, Palais de Tokyo, Paris

- Saliva, Le Bal au cinéma des cinéastes, Paris

- Une seule larme peut éteindre l’enfer, galerie Eva Hober, Paris maison Euzebie, Anastasie

- 2015 Yvette Gellis, Rebecca Bournigault, Abbaye, Villenauxe-la-Grande Summer of paper, galerie StephaneBiesenbach, Cologne, DE.

- 2014 : Private Choice, Paris

- 2013 : Médusa Caravage Salon, Nouvelles Vagues, collaboration avec le Palais de Tokyo, Galerie Dominique Fiat, Paris

- Paris 1.0, Galerie Stephane Biesenbach, Cologne, DE.

- 2012 : Drawing Now, carrousel du Louvre, Paris

- Révolution Arabe, Théâtre de l’Agora, scène nationale d’Évry et de l’Essonne

- 2011 : Piège pour un voyeur Galerie Patricia Dorfmann, Paris

- Femme Objet Femme Sujet, Abbaye Saint-André, Centre d’art contemporain, Meymac Cover girl, Galerie des Galeries Lafayette, Paris

- Variation autour du ténébrisme, L’Onde centre d’art, Vélizy-Villacoublay

- De leur temps, 10 ans de création en France : le Prix Marcel Duchamp, Musée d’art moderne et contemporain, Strasbourg

- Let’s dance, MAC/VAL, Vitry-sur-Seine

- 2010 : Emporte-moi / Sweep of my feet, MAC/VAL, Vitry-sur-Seine

- Esprit, es-tu là ? Galerie Christophe Gaillard, Paris

- 2009 : Scratch, ADN galeria, Barcelone, ES.

- Memento Mori, Espace des cultures Nast, Paris

- FIAC 2009, Galerie Frédéric Giroux

- Pièce de résistance, Kunsthmuseum, Thun, CH.

- Galerie Frédéric Giroux, Paris

- Galerie Frédéric Desimpel, Bruxelles, BE.

- Emporte-moi / Sweep of my feet, Musée national des Beaux-Arts du Québec, CA. Fragile Terres d’empathie, Musée d’Art Moderne de Saint-Étienne

- Académie hongroise à Rome, IT.

- Musée de Daejon, Corée du Sud, KOR.

- 40 ans de Figuratif en France, Espace culturel François-Mitterrand, Périgueux ArtBrussels 2009, Galerie Frédéric Giroux.

- 2008 FIAC 2008, Galerie Frédéric Giroux

- Passwords Cycle 4 Readymade Narratives, Curator Elisabeth Lebovici, Vitoria-Gasteiz, ES.

- Figurative Zeichnungen/dessins figuratifs, Galerie im Trakhlaus, Salzburg, AT.

- Le visage qui s’efface, Hôtel des Arts, Toulon

- Arts Le Havre 08 biennale d’art contemporain, Prix Partouche du court-métrage expérimental, Le Havre

- ArtBrussels 2008, Galerie Frédéric Giroux.

- Salon du dessin contemporain, Galerie Frédéric Giroux

- 2007 Playback, Musée d’art moderne/ARC, Paris

- The present moment memory seen on the perspective of the years to pass, Schindler’s Factory, Cracovie, POL.

- New Generation, Galerie Von Bartha, Basel, CH.

- Why black? Or white? Art Basel 07, Galerie Von Bartha, Basel, CH.

- Art Brussels 2007, Galerie Frédéric Giroux, BE.

- Presque Rien, Living Art Museum, Reykjavik, IS.

- 2006 : Jeune Création Européenne, exposition itinérante : sept.-oct. 2006 Paris. oct.-nov. 2006 Klaipeda LIT.

- janvier-fév. 2007 Salzburg AU.

- fév.-mars Geneva CH.

- avril-mai Barcelone ES.

- juin-juillet Amarante PRT.

- FIAC 06, Galerie Frédéric Giroux, Paris Poz, Galerie Frédéric Desimpel, Bruxelles, BE.

- Femme d’Europe, Saint-Tropez

- Notre histoire, Palais de Tokyo, Commissaires d’exposition Nicolas Bourriaud & Jérôme Sans, Paris

- 2005 : Hello, Belluard, Fribourg, CH. Narcisse-visage, Saint-Brieuc

- 2004 : Videotrafic, Barcelone, ES.

- Pais aje después de la tormenta, T20 Gallery, Murcia, ES. Audiolab, Künstlerhaus Bethanien, Berlin, DE.

- Audiolab, Cité de la musique, Paris

- Videotrafic, 15 french artists, Rotterdam, NL.

- Video dia longhi, centre culturel français, Turin, IT.

- 2003 : Flambant vu Corps spectacles, galerie 44 Toronto, CA.

- Mercer Union, Contemporary Art, Toronto, CA.

- Videotrafic, Yokohama Culture Fondation, Yokohama, JPN.

- Collection de vidéos d’artistes, Lyon

- Care of, Espace d’art contemporain, Milan, IT. Group show, Galerie Almine Rech, Paris

- 2002 : Fundamentalisms of the new order, Audiolab, Nordic Institut for contemporary Art, Copenhague, DK.

- Plus qu’une image, Nuit blanche, Paris

- Photoself, Espai Lucas Arte Contemporaneo, Valence, ES.

- Courant d’Art. Courant d’air, Galerie des Galeries Lafayette, Paris

- Girls, Performance au Palais de Tokyo, Paris

- Human Interest, Modern and Contemporary Art, Philadelphia, USA.

- 2001 : L’épicerie midi-minuit, Paris

- Photofoto, atland gallery, Utrecht, NL.

- Audiolab, Centre Pompidou, Paris

- Team Gallery, New York, USA .

- Flambant vu, Gallery Sequence, Québec, CA.

- Surface lisse, Museum of photography, Mougins My generation, Atlantis gallery, Londres, UK.

- BHV inspires artists, Paris

- 2000 : Dernières acquisitions, Musée d’Art moderne de la ville de Paris

- Mer belle à très belle, Batofar, curated by Solène Guillier, Paris

- Video night, Cologne, DE.

- Living in a real world, musée de Dhondt-Dhaenens, Dhondt-Dhaenens, BE.

- Des Arts Plastiques à la mode, Christie’s, Paris

- Girls, galeries Art magazin and Brigitte Weiss, Zurich, CH.

- Les trahisons du modèle, Galerie de la chapelle du Rham, LU.

- Care of Berlin, commissaire d’exposition Nathalie Boutin et Marie-Blanche Gebauer, Espace Ibiza, Berlin, DE.

- 1999 : Côte Ouest : a season of French Contemporary Art, New Langton Art, San Francisco, USA. Mode of Art,

- Kunstverein für die Rheinlande und westfalen, Düsseldorf, DE.

- Bitume-Bitumen, international festival of photo, Bruxelles, BE.

- Hair styling, the cut of the month, curated by toasting agency Paris

- Soft resistance, Galerie Gebauer, Berlin, DE.

- Tokyo 1998, Video Art forum, Art basel, CH.

- Hypertronix, Curator Manel Clot, Eacc, Espai d’Art Contemporani de Castello , ES.

- 1998 : Summer group show, Pace Wildenstein Mac Gill Gallery, New York, USA. Printemps de Cahors, Curator Jérôme Sans

- À quoi rêvent les années 90 ?, Curator Jean-Charles Masséra, Montreuil

- 1997 French Institute of Bilbao, Curator Catsou Roberts, Bilbao, ES.

- Traverse French propositions : Binario zero, Milan, IT.

- Biennale de Lyon, curated by Harald Szeemann, Lyon

- 5th biennale of Istanbul, Commissaire d’exposition Rosa Martinez, Istanbul, TR. Fenêtres sur cour, Galerie Almine Rech, Paris

- Beyond the banal : French Art in the nineties, Curator Lynn Gumpert and Franck Poueymirou Grey Art Gallery, NewYork, USA.

- Beyond the banal : French Art in the nineties, Pittsburg Center for the Arts, Pittsburgh, USA.

- Beyond the banal : French Art in the nineties, Nexus Contemporary Art Center, Atlanta, USA.

- Instants donnés, ARC, Musée de la ville de Paris

- Video Flash, Hoenthal und Bergen Gallery, Cologne, DE.

- 1996 Il futuro dellosguerdo, Art Video festival, Prato Museum, Prato, IT.

- Art & Video in Europe, Statens Museum for Kunst, Copenhague, DK. Trace, Paolo Vitolo gallery, Milan, IT.

- Beige, Saga basement, Copenhague, DK.

- Perfect, Mot & Van den Boogaerd, Buselles, BE.

- Messe, Basel, Switzerland Centre culturel Atheneum, Dijon

- Travelling latéral, Le Quartier Art center, Quimper

- Du jour au lendemain, Gallery de l’école d’Art, Quimper

- Vidéochroniques, Marseille

- 1995 Onzièmes ateliers du Frac des pays de La Loire, Saint-Nazaire

- Aperto previously unrealesed, APAC, Nevers

- Au-delà des apparences, Galerie des Archives, Paris

- 1994 : Mai de la photo, Reims

- Ateliers 94, Musée d’Art Moderne, paris Winter of love, PS1 Museum, New York, USA.

- Résidences secondaire, Paris

### Sélection de collections
- Fonds national d’art contemporain FRAC Limousin
- Musée d’Art moderne de la ville de Paris Bibliothèque municipale de la ville de Lyon FNAC fonds national d'Art contemporain
- Collections privées Europe Pinault - Clair - Chauveau - Jacobi
- Collections privées United-States Bruno Bischofberger
- Collections privées Japon
- Collections privées Canada

## Prix
- 2005 : Lauréate du Festival Belluard, Fribourg, Suisse. Aide individuelle à la création.
- 2004 : Aide individuelle à la création, DRAC Île-de-France.
- 2002 : Nomination pour le prix Jalouse, Paris.
- 1999 : Nomination pour le prix Marcel Duchamp, Paris.

## Collections publiques
- Chine, France, Mexique, FNAC, Fonds national d'art contemporain
- PORTRAITS couples, FNAC, Fonds national d'art contemporain
- Portraits eyes closed, FRAC, Fonds régional d’art contemporain
- Untilted 1996. Musée d'art moderne, Paris.
- PORTRAITS 2 minutes, Bibliothèque municipale de la ville de Lyon

PORTRAITS je t’aime collection Pinault

## Citations
- « On est le plus souvent dans le réel. La fiction pure a peu de place. Pièce après pièce, je travaille le portrait. Comment, par le portrait, le réel est magnifié. »

- « Ce n’est pas un travail analytique. Pour moi, créer, c’est mettre en forme des pensées, des réflexions. »

- « J’essaie d’atteindre l’être humain à un moment donné qu’il soit modèle, ou spectateur de mon œuvre. »